# Стародубщина
Староду́бщина, или Староду́бье, — название земель, прилегающих к городу Стародубу как региональному центру исторической области Северщина. В контексте истории казачества, границы Стародубщины отождествляются с административными границами земель, входивших в Стародубский полк Войска Запорожского.
В современном употреблении, Стародубщина обозначает западную часть территории Брянской области (12 районов), которая соответствует четырём северным уездам бывшей Черниговской губернии (Мглинский, Новозыбковский (без Семёновской волости, а также населённых пунктов Тимоновичи, Карповичи и Медведевка Новоропской волости, переданных в 1926 году Украине), Стародубский, Суражский) или более позднему Клинцовскому округу Западной области РСФСР, выделявшимся в этническом отношении из числа других административных единиц своего региона. По данным переписи 1897 года, в составе Черниговской губернии эти территории выделялись преобладающей долей русского и белорусского населения. Согласное более ранним этнографическим исследованиям, доля малороссийского населения была значительно выше, динамика же белорусского населения соответствует переписи 1897 года. В конфессиональном отношении, на Стародубщине традиционно велика доля старообрядцев.
Несмотря на постепенное исчезновение локальной специфики Стародубщины в условиях современной общественной жизни, в сёлах этого края до настоящего времени сохраняется специфический говор (относящийся к западной группе южнорусских говоров) со значительным влиянием украинского и белорусского языков. Среди верующих по-прежнему много старообрядцев различных конфессий.

## История Стародубщины до образования Стародубского полка
Стародубский полк по своему пространству был самый обширный из всех десяти полков Малороссии. В состав его входили округи двух центров северской земли — Стародуба и Новгород-Северска. Последний с XII в. стал центром особого северского удела, а Стародуб в то же время составлял часть черниговского удела. После образования государств московского и литовского, расположенная посреди их Северская земля обратила на себя притязание обоих государств.А. М. Лазаревский. Описание старой Малороссии. Том I. Полк Стародубский. — Киев, 1888.
Стародубская хорогва (знамя) — голубой крест на красном поле — развевалась над полем Грюнвальдской битвы в 1410 году, в которой польские и литовско-русские рати, а также татарское ополчение, разгромили тевтонов. Как писал участник битвы, автор 12-томной «Истории Польши» польский хронист Ян Длугош, «в этом сражении лишь только русские витязи из Смоленской земли, построенные тремя отдельными полками, стойко бились с врагами и не приняли участия в бегстве. Тем заслужили они бессмертную славу. И, если один из полков был жестоко изрублен, и даже склонилось до земли его знамя, то два других полка, отважно сражаясь, одерживали верх над всеми мужами и рыцарями, с какими сходились врукопашную, пока не соединились с отрядами поляков». Менее известно другое: Длугош упоминает стародубскую хорогву среди литовских.
Начавшиеся с XIV века между Москвой и Литвой войны велись преимущественно за обладание Северской землёй. После освобождения от татар, последняя вошла в состав литовского государства и принадлежала Литве до начала XVI века.
Полуторавековая зависимость Северской земли от Литвы не изгладила, однако же, в её населении русских элементов, но и родственными москвичам стародубцы себя никогда не считали. Когда окатоличенная Литва захотела было окатоличить и народ Северской земли, последний энергично протестовал против такого посягательства на православную веру, как исконную принадлежность русской народности. «Все наше православное христианство хотят окрестити в латинскую веру, ино наша Русь велми ся с Литвою не любят», говорит один современник в 1498 г. Через два года великий князь Иван Васильевич писал к литовскому великому князю Александру: «Прислали к нам бьючи челом князь Семен князя Ивана сын Андреевича (Стародубского и Можайского) да князь Василий князя Ивана сына Дмитреевича Шемячича, про то что от тебя пришла на них великая нужа о вере греческого закону; посылать еси владыку смоленского Иосифа да своего бискуна к князем к русским и ко всей Руси, которые держат греческий закон, и говорили им от тебе, чтоб они приступили к римскому закону; и они то услышав да от той нужи ныне к нам приехали служити и с теми городы и волостьми, которые они держат». Таким образом, после трехлетней войны, Стародубщина вошла в состав Московского государства.
Литва считала утрату этой области тяжелой потерей и после своего соединения с Польшей, напрягала усилия в продолжение всего XVI в., чтобы отвоевать обратно Северскую землю от Московского государства. Все усилия на этот счет польско-литовского государства оставались однако же безуспешными до начала XVII в., когда русское государство, обессиленное «смутным временем», должно было уступить соседскому притязанию на Северскую землю.
Хорошо известна роль Стародубщины в Смутное время: именно на ней объявились оба Лжедмитрия, воевавшие против Москвы, и обоих их стародубцы активно поддержали. После ухода из Стародуба войск Лжедмитрия II, город демонстративно хранил ему свою верность. Как говорилось в одном из актов эпохи царства Василия Шуйского, зимой 1608 года «городы все, которые были в ызмене,… государю вины свои принесли, а остались в ызмене Стародуб да Чернигов». Это лишний раз подтверждает, что стародубцы традиционно не воспринимали Москву как «свое», хотя многие историки советской эпохи всячески пытались доказать обратное.
В 1619 г., по Деулинскому перемирию, утвержденному затем в 1634 г. Поляновским договором, Северская земля уступлена была Польше. Сначала, по Деулинскому перемирию, отошел к Польше Стародуб, как часть Смоленского воеводства, вместе с Новгородом-Северским, а затем, по Поляновскому договору, отошел и Чернигов.
Получив Стародубщину, поляки немедленно стали восстанавливать в ней свои порядки, о каковых мы имеем лишь отрывочные сведения. Польские власти уверяли, что Стародуб они не завоевали, а вернули себе, ибо ранее «мечом отбили у татар». Известно, что в начале 1620 г. были присланы в Стародуб польские комиссары «на ординацию замков от Москвы рекуперованных», то есть «для отбирания замков северских от Москвы, так теж и для ревидования прав от людей стану духовного, яко и дворян, сынов боярских, яко зачим хто всякие добра ойчизние и поместя держит». Такими комиссарами в Стародуб были назначены Балтазар Стравинский, староста мозырский, и Войцех Глембоцкий, королевский секретарь. Другие польские шляхтичи, в том числе и Александр Пясочинский, получили от короля право на владение и отстройку местных земель. В 1666 король Ян Казимир даровал Погару Магдебургское право. Сохранились два акта, составленные при этом комиссарами и выданные ими «сынам боярским» Рубцам и Борозднам. Из этих актов видно, что кроме документальных доказательств о принадлежности недвижимых имений, комиссары опрашивали ещё и местных старожилов о границах и затем уже утверждали за владельцами показанные в актах имения. На основании комиссарских «листов», владельцы получали на свои имения королевские грамоты.
Кроме лиц «духовного стану и сынов боярских», наделена была землей и та часть сельского населения, которая определена была для «замковой прислуги» под именем «казацких корогв». Каждый такой казак, служивший на своем коне, получал «на каждый конь» усадебной земли — «меры мернической впрек шнур един», а полевой — по четыре «уволоки»; на «пол-коня» давался половинный надел. Затем остальная земля роздана была полякам. Нам известны вновь явившиеся в Северской земле владельцы-поляки по одним лишь именам, которые записаны по показаниям местных старожилов в генеральном следствии о маетностях. Судя по малоизвестности этих имен, такими владельцами явились лица из мелкой польской шляхты, во множестве наехавшей в Северскую землю, чтобы при помощи разных патронов захватить здесь какой-нибудь земельный участок.
В административном отношении, поляки из Стародубского округа образовали староство, причисленное к Смоленскому воеводству, а Новгород-Северский округ составил повет Черниговского воеводства. Явились польские чиновники, которые и взяли в своё управление «северские замки». Есть несколько указаний, что к занятию некоторых урядов допущены были и русские люди: так напр., должность стародубского писаря занимал Тимофей Ворона, по-видимому, местный человек, имевший около Стародуба имения издавна, которые потом Хмельницким были утверждены и за его детьми.
Вместе со светскими чиновниками явилось в северскую землю и католическое духовенство, а вместе с ним — и иезуиты, которые при покровительстве Пясочинского утвердились в Новгород-Северске.
Наиболее крупными владельцами из поляков явились Николай Абрамович и Александр Пясочинский: первому принадлежал Мглин и окружавшие его села, а второму — Погар, Новгород-Северск и возобновленный им Глухов, с окольными селами, из которых значительную часть возобновил и вновь поселил сам Пясочинский при помощи своего управителя северскими имениями Мацея Стахорского. Мелких польских владельцев было множество. Повинности, которые несли крестьяне в пользу владельцев, заключались в денежном «чинше», в «дяклах» (разном хлебе, который собирался с крестьян осенью и потому впоследствии назывался «осенщиной») и, наконец, в личном труде, который употреблялся преимущественно на полевые работы.

## Старообрядчество на Стародубщине
На землях Стародубского полка, начиная с 1660-х годов, старообрядцами были основаны многочисленные слободы.
В середине 1660-х годов, с началом репрессий против старообрядцев, московский священник Козма, переселяется в Стародубье, где к нему начинают прибывать и другие беженцы из центральных районов Русского государства. Вскоре ими было основано местечко Понуровка на реке Ревне. С увеличением старообрядческого населения были основаны и другие поселения, среди них — слободы Зыбкая, Злынка, Климово, Клинцы, Воронок, Елионка, Лужки и другие, некоторые из которых со временем стали городами.
Около 1669 года в Стародубье приезжает Стефан Белёвский вместе с сыном Димитрием и некоторыми белёвскими жителями и основывает слободу Митьковку. Священники Козма и Стефан в этих слободах становятся руководителями местного старообрядческого населения.
В 1682 (1683) году, с усилением репрессий, Стефан Белёвский и Козма Московский переселяются за пределы России на территорию Речи Посполитой и основывают новые старообрядческие слободы на Ветке. В Стародубщину прибывает воинская команда для розыска беглых, начинается разорение стародубских слобод. Однако в начале XVIII века Пётр I, в благодарность за помощь старообрядцев в борьбе против шведов, предоставил им значительные льготы, и вскоре старообрядческие слободы возрождаются. В течение всего XVIII века была даже некоторая конкуренция между стародубскими и ветковскими слободами за влияние среди старообрядцев-поповцев. Под влиянием разных духовных и культурных центров возникает и разделение в беглопоповстве на так называемые дьяконовское (стародубское) согласие и ветковское согласие. Позже (в 1820-х годах) слобода Лужки и монастырь при ней стали духовным центром ещё одного течения в старообрядчестве — лужковского согласия.
Кроме старообрядцев-поповцев, в Стародубье проживало немало и беспоповцев, наиболее крупные общины которых были в слободе Злынка, посаде Климов и других. В Стародубье жил известный старообрядческий историк и писатель Иван Алексеев. Представители беспоповцев и сейчас имеют на Стародубщине свои общины; правда, весьма малочисленные.
В Стародубье было организовано большое количество монастырей, которые были центрами культуры, традиций и искусства старообрядчества вплоть до начала XX века. С установлением советской власти все монастыри были закрыты. Тем не менее, несмотря на разорение советского периода, Стародубщина сохранила своё значение как духовный центр поповского старообрядчества до настоящего времени.
В XVIII—XIX веках в Стародубье сформировались местные особенности так называемой «ветковской школы» иконописи. Особое внимание исследователей привлекает широкое распространение здесь иконографии Николы Отвратного, предположительно, пришедшей сюда из Ветки.
До 2002 года в Новозыбкове находилась Архиепископия Русской Древлеправославной Церкви (ныне перенесена в Москву и преобразована в Патриархию).